# Praxithea derourei
Praxithea derourei là một loài bọ cánh cứng trong họ Cerambycidae.